# Тугулым (железнодорожная станция)
Тугулы́м — станция Свердловской железной дороги на участке Транссибе. Входит в Тюменский центр организации работы железнодорожных станций Свердловской дирекции управления движением. Эта железнодорожная станция была открыта в 1885 году. Находится на 2078-м километре главного хода Транссибирской магистрали, в посёлке Тугулыме, в пяти километрах к западу от одноимённого посёлка городского типа, в Тугулымском городском округе Свердловской области России.
От станции есть выезд на Сибирский тракт.

## Коммерческие операции
- Приём и выдача грузов повагонными и мелкими отправками, загружаемых целыми вагонами, только на подъездных путях и местах необщего пользования.
- Приём и выдача грузов в универсальных контейнерах массой брутто 20 и 24 т на подъездных путях.
- Продажа билетов на все пассажирские поезда.
- Приём и выдача багажа.